# Lim Jin-woo
Lim Jin-woo (sinh ngày 15 tháng 6 năm 1993) là một cầu thủ bóng đá người Hàn Quốc. Anh thi đấu cho Roasso Kumamoto.

## Sự nghiệp
Lim Jin-woo gia nhập câu lạc bộ tại J2 League Roasso Kumamoto năm 2017.